# Scopula calcarata
Scopula calcarata là một loài bướm đêm trong họ Geometridae.